# ذخیره‌گاه دولتی شیکاهوغ
ذخیره‌گاه دولتی شیکاهوغ (ارمنی: Շիկահողի արգելոց; انگلیسی: Shikahogh State Reserve) دومین ذخیره‌گاه جنگلی بزرگ در ارمنستان با پوشش حدود ۱۰٬۳۳۰ هکتار زمین که در استان سیونیک در جنوب ارمنستان واقع شده‌است.
به گفته فعالان محیط زیست، این ذخیره‌گاه به دلیل موقعیت دور خود و همچنین مراقبت مردم روستاهای پیرامون آن، از جنگل‌زدایی‌های بزرگ انجام‌شده در زمان اتحاد جماهیر شوروی سوسیالیستی مصون مانده است.
ذخیره‌گاه دولتی شیکاهوغ زیستگاه حدود ۱٬۱۰۰ گونه‌های گیاهی، که ۷۰ گونه آن در سیاهه قرمز ارمنستان و ۱۸ گونه آن در سیاهه قرمز اتحاد شوروی ثبت شده است. زیاگان شیکاهوغ به صورت کامل کاوش قرار نگرفته است، ولی مطالعات نشان داده‌است که گونه‌هایی مانند پلنگ ایرانی، کل و بز، خرس، کبک دری، گرزه‌ماران و جوجه‌تیغی در آن وجود دارد.
ذخیره‌گاه شیکاهوغ تنها محلی است که پوشش جنگلی آن بکر و دست‌نخورده باقی مانده و زیستگاه گونه‌های منحصر به فرد و ثروتی طبیعی نه تنها در ارمنستان بلکه در همه دنیا است.